# NGC 3302
NGC 3302是一个位于唧筒座的透鏡狀星系，据估计它距离银河系約1.73亿光年，直径约 90,000 光年，视向速度3950 千米/秒，1835年1月28日由約翰·赫歇爾发现。